# Normanton Down
Normanton Down ist ein 0,5 km² großes Hügelgräberfeld aus dem Neolithikum und der frühen Bronzezeit. Es liegt südlich der A303 (Straße), einen Kilometer südlich von Stonehenge in Wiltshire in England.

Stonehenge mit den Normanton Down Barrows

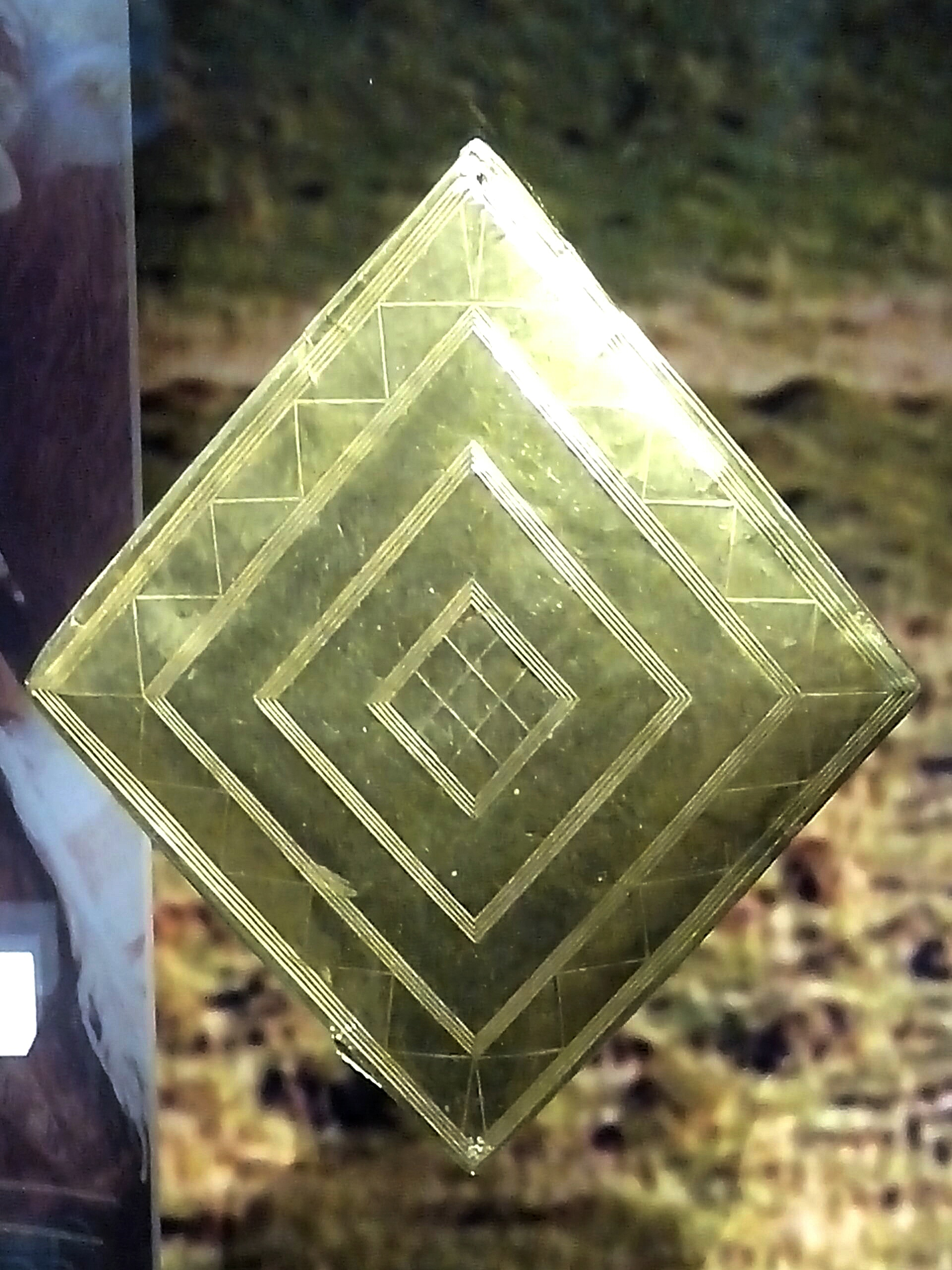
Bush Barrow Lozenge

Die Normanton-Down-Gruppe gilt neben der Winterbourne-Stoke-Gruppe als eines der wichtigsten Gräberfelder im Lande. Das Feld besteht aus drei Langhügeln, einer Einhegung und 38 Rundhügeln (englisch Barrows) unterschiedlicher Form. 25 von ihnen sind so genannte Bowlbarrows, sieben sind Discbarrows, fünf sind Bellbarrows (einer davon ein Doppel-Barrow) und einer ein Saucerbarrow. Einer der Hügel von Normanton Down ist der 1808 von Sir Richard Colt Hoare (1758–1838) und William Cunnington (1754–1810) ausgegrabene Bush Barrow, ein Grabhügel der bronzezeitlichen Wessex-Kultur von etwa 15,0 m Durchmesser und etwa 2,5 m Höhe, in dem u. a. die „Bush Barrow-Raute“ (englisch Lozenge) gefunden wurde. Sie lang in einem Männergrab aus der Zeit 1900–1700 v. Chr., in dem als weitere Beigaben drei Dolche und eine Speerspitze aus Bronze, der Rest eines Schildes, ein Gürtelhaken, Knochengeräte, ein Keulenkopf aus Stein und eine weitere Goldlozenge gefunden wurden. 1882 wurde in der Nähe von Maiden Castle die Clandon-Barrow-Raute, eine ähnliche Goldraute gefunden.

Normanton Down
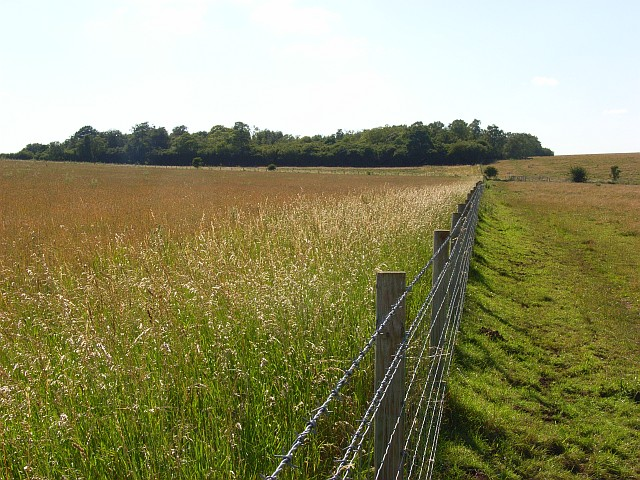
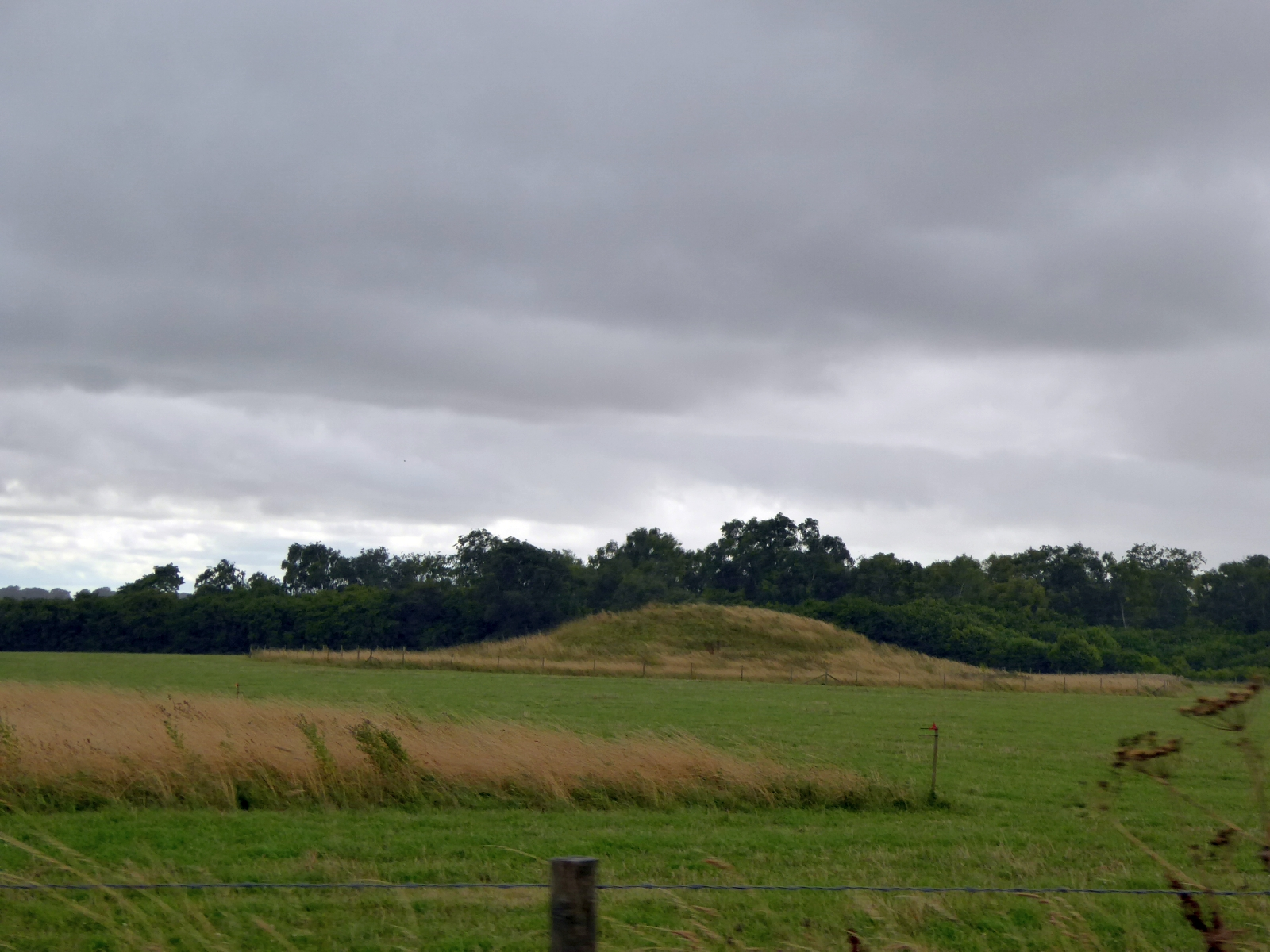
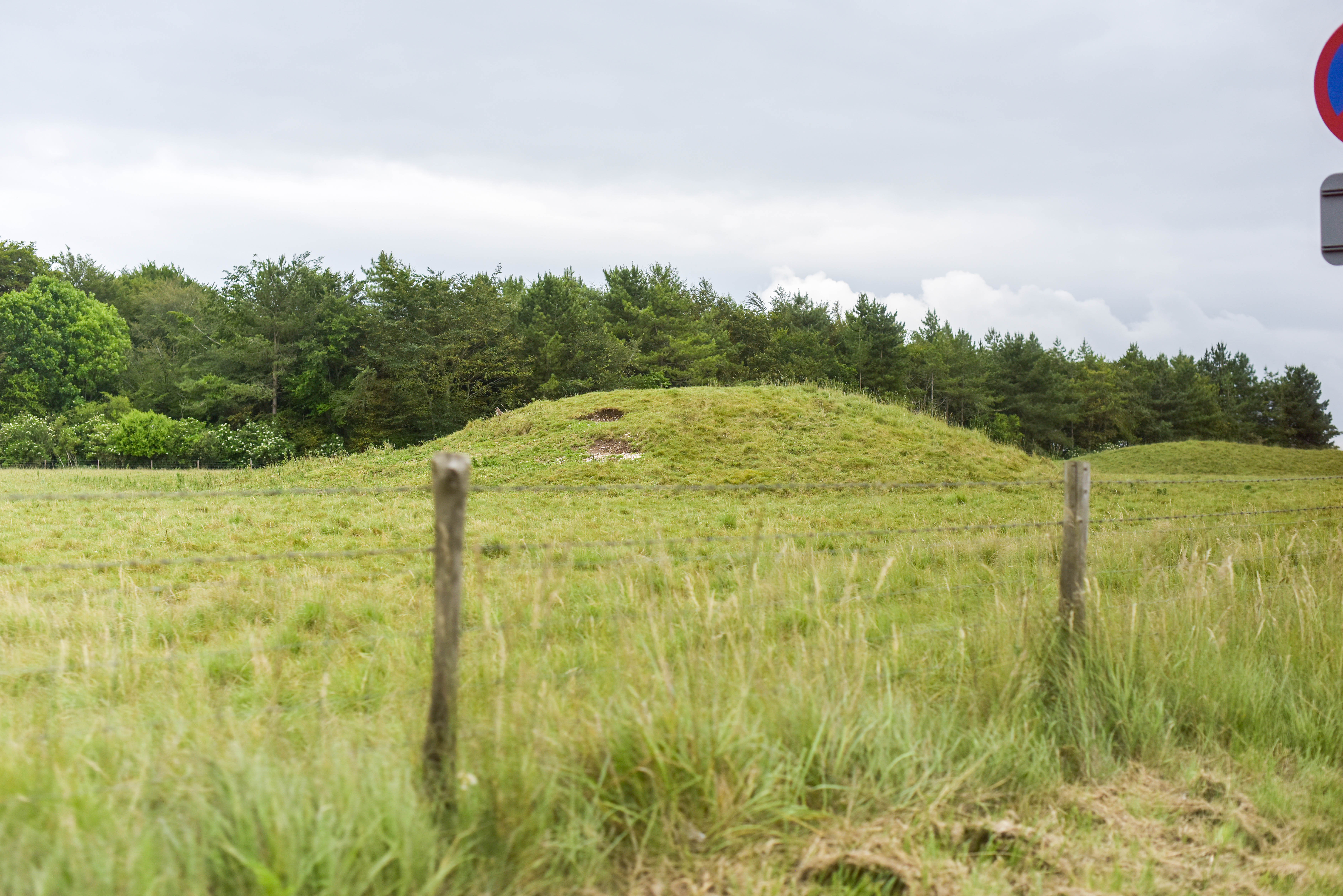

Viele der anderen Grabhügel enthielten ebenfalls Grabbeigaben einschließlich Anhängern und Perlen aus Bernstein, Gold und Schiefer, Dolche, Gefäße und Nadeln aus Bronze, einen perforierten Schwanenknochen, der eine Flöte sein könnte und Ringen aus Braunkohle.